# Агеманг, Мишель
Мишель Агеманг (англ. Michelle Agyemang; род. 3 февраля 2006, Лондон) — английская футболистка, нападающий. Чемпионка Европы (2025) в составе национальной сборной.

## Карьера

### Молодёжная карьера
С ранних лет стала заниматься футболом в футбольной академии клуба «Арсенал», сыграв за академическую команду 11 матчей. В проведённых матчах она неоднократно становилась лучшим бомбардиром, а в 2022 году получила место в основном составе женской команды.

### Клубная карьера
Во взрослом футболе дебютировала в ноябре 2022 года в составе женского футбольного клуба «Арсенал», выйдя на поле в матче против команды «Лестер Сити», завершившемся со счётом 4:0. 29 января 2023 года она вновь сыграла в основном составе команды в матче против клуба «Лидс Юнайтед», а 1 мая того же года вышла на замену в полуфинале Лиги чемпионов УЕФА против «Вольфсбурга».
В августе 2024 года она ненадолго присоединилась к клубу «Уотфорд» в рамках двойного контракта, а в следующем году перешла в «Брайтон энд Хоув Альбион», за который выступала на правах аренды на протяжении одного сезона.

### Карьера в сборной
6 апреля 2025 года Агеманг впервые была вызвана в основной состав женской сборной Англии на замену Алессии Руссо, которая получила травму. Два дня спустя она впервые вышла на поле на 80-й минуте матча против сборной Бельгии. Уже спустя 41 секунду после выхода на поле ей удалось забить свой первый гол за национальную команду.
В июле 2025 года она вошла с состав национальной команды, представлявший страну на чемпионате Европы в Швейцарии. В финале турнира команде удалось обыграть сборную Испании в серии пенальти, завоевав золотые медали. Агеманг была названа лучшим молодым игроком чемпионата.